# سینه‌سرخ گلوسیاه
سینه‌سرخ گلوسیاه (نام علمی: Poecilodryas albonotata) نام یک گونه از سرده کوچک‌پری‌ها است.